# Vérhas
A vérhas, más néven dizentéria a vastagbél fertőzéses megbetegedése, amely véres, nyákos hasmenéssel, magas lázzal és hasi görcsökkel jár. Attól függően, hogy milyen kórokozó áll a betegség hátterében, megkülönböztetünk amőbás és bakteriális vérhast. Ezek a betegség akut szakaszában hasonló tüneteket mutatnak.

## Bakteriális vérhas
A bakteriális vérhast a Shigella nemzetségbe tartozó négy baktériumfaj okozza. Ezek közül a legsúlyosabb megbetegedéseket a Shigella dysenteriae okozza, bár gyakoribbak a Shigella sonnei és a Shigella flexneri általi fertőzések. A Shigella igen erősen fertőző baktérium. A kórokozók által termelt enzim elpusztítja a hámsejteket, maguk a kórokozók pedig a felületi hámsejtek alatti rétegben szaporodnak, ezzel okozzák a vastagbél gyulladását.

## Amőbás vérhas
Az amőbás vérhas, vagy amőbiázis kórokozója az Entamoeba histolytica nevű amőbafaj. Ez a parazita is a vastagbél nyálkahártyáját támadja meg. Az amőba által termelt enzim szövetelhalást és jellegzetes, palack formájú fekélyeket okoz a bélfalon. Az amőbás vérhas BNO-kódja A06.0.

## Tünetek
A betegség 1-7 napos lappangási idő után általános gyengeséggel, fáradékonysággal, étvágytalansággal, fejfájással, hőemelkedéssel vagy magas lázzal, hasmenéssel jelentkezik. Enyhe lefolyás esetén napi 4-5, középsúlyos esetben 15-20 alkalommal ürül kis volumenű, nyálkás, bűzös, édeskés szagú, esetenként véres széklet. A betegség súlyosságától függően a székletürítés fájdalmas, görcsös lehet, és a betegség magas lázzal, hidegrázással, hányással is járhat. A legsúlyosabb, toxikus vérhas lázgörcsökkel, keringési és öntudatzavarokkal járhat.

## Diagnózis
Ha a fenti tünetek alapján fennáll a vérhas gyanúja, a pontos diagnózis a széklet vizsgálata alapján lehetséges. A bakteriális vérhas kimutatásához szelektív táptalajon tenyésztik a baktériumot, és a gyanús tenyészeteket biokémiai vizsgálatnak vetik alá. Az amőbás vérhas kimutatása a széklet mikroszkópos vizsgálatával történik.

## Gyógyítás
Dizentéria gyanúja esetén feltétlenül orvoshoz kell fordulni. A vérhas kezelésének négy komponense az antibiotikum-terápia, a folyadékbevitel, a táplálék ellenőrzése és az utógondozás. Amennyiben a kórokozó érzékeny valamilyen antibiotikumra, úgy a kezelés lerövidítheti a betegség akut szakaszát és csökkenti annak esélyét, hogy a betegből tünetmentes hordozó váljék. Mivel a hasmenések sorozata súlyos folyadékvesztéssel jár, kulcsfontosságú a folyadékpótlás, a kiszáradás megelőzése. A gyógyuló beteg étrendje fűszer- és rostszegény legyen. A súlyos hasmenés dacára ellenjavallt a hasfogó gyógyszerek adása, mert az akadályozza a kórokozók kiürülését a bélrendszerből.

## Megelőzés
A betegség főként a fertőzött széklettel való érintkezés útján terjed, ezért a megelőzésben kulcsfontosságú a higiéniás szabályok gondos betartása: a rendszeres, alapos kézmosás, az élelmiszerek tisztaságára fordított fokozott figyelem. A betegeken kívül a velük érintkezett egészséges emberek is lehetnek tünetmentes hordozók, ezért nem csak a betegeket, hanem a környeztükben élőket is járványügyi megfigyelés alá helyezik, amelyet csak akkor oldanak fel, ha a széklet bakteriológiai vizsgálata két egymást követő alkalommal negatív. A vérhas Magyarországon bejelentési kötelezettség alá esik.